# Aventoft
Aventoft (frísky Oowentoft) je německá obec v Severním Frísku v spolkové zemi Šlesvicko-Holštýnsko. Leží na hranicích s Dánskem.

## Památky
V obci stojí jednolodní kostel ze 13. století s neorománskou věží postavenou v roce 1911.

## Ekonomika
Původně rybářská obec je v současnosti sídlem několika firem, které mají převážně dánské zákazníky. Je zde nejseverněji položené letiště v Německu.